# ニューバーンの戦い (南北戦争)
ニューバーンの戦い（ニューバーンのたたかい、英:Battle of New Bern、またはBerne）は、南北戦争初期の1862年3月14日に、アンブローズ・バーンサイド准将のノースカロライナ州遠征の一部としてニューバーン市近くで行われた戦闘である。バーンサイドの率いる北軍海岸師団には北大西洋封鎖戦隊から武装艦船が従っていた。対抗して守る南軍はローレンス・O・ブランチ准将の指揮するノースカロライナ軍と民兵隊だったが、勢力で劣り、訓練も足りていなかった。守備隊はこの戦闘よりも随分前に設けられていた胸壁の背後で戦ったが、その前線には中央に弱点があり、そこを北軍兵の攻撃で衝かれた。前線のその中央が突破された時、民兵隊の多くが崩壊し、南軍は総退却を強いられることになった。ブランチ将軍は30マイル(50 km) 離れたキンストンまで退却してやっとその部隊の統制を取り戻すことができた。ニューバーンは北軍の支配下に入り、それは戦争の残り期間も続いた。

## 地理
ノースカロライナ州ニューバーンはニューズ川右岸（南西側）にあり、パムリコ・サウンドに出る河口からは約37マイル (60 km) 上流にあった。この川はその付近ではかなり広く、サウンドまで入ることのできた艦船なら十分に川を遡上できる深さがあった。植民地時代のニューバーンは海港として大変重要だったが、南北戦争当時ではモアヘッドシティやボーフォートがその地位に取って代わっていた。それでも鉄道（アトランティック・アンド・ノースカロライナ鉄道）がニューバーンを通って海岸と内陸を繋いでいたので、まだ軍事的には意味のある目標だった。少し上流のゴールズバラでこの鉄道がウィルミントン・アンド・ウェルドン鉄道と交わっており、南北戦争の期間を通じて南軍の北バージニア軍に対する供給線であり続けることは重要である。もし、ニューバーンが北軍の手に落ちたならば、南軍の供給網における重要な継ぎ目が切れることを意味した。
ノースカロライナ州のこの地域は低地かつ平坦であり、湿地があちこちに見られる。1862年当時は大半が松の疎林で覆われており、ところどころ落葉樹のある低い丘が谷で分けられていた。多くのクリークが横切っており、所として小さな川のレベルになっている。その中の一つであるトレント川がニューバーンとその南部とを分けている。他にもニューズ川を16マイル (26 km) 下った所に、やや小さいスローカム・クリークがある。ここが攻撃側の北軍上陸地点となった。この戦闘全体は、ニューバーン市の占領は別として、この2つの流れの間の陸地で行われた。鉄道は盛り土で敷かれており、川から内陸1マイル (1.6 km) 辺りでは切り通しもあった。線路と川の間にはニューバーンとモアヘッド・シティやボーフォートとを繋ぐ郡道があった。当時の道路は舗装されておらず、北軍兵は苦しむことになった。

## 背景
ノースカロライナ州がアメリカ合衆国から脱退した後、州の防衛についてはリッチモンドのアメリカ連合国政府からほとんど無視されていた。当初リロイ・P・ウォーカー、後にはジュダ・P・ベンジャミンが指揮を執ったアメリカ連合国陸軍省は、訓練が行き届き、装備も最善である部隊を重要性が高いと見なしたバージニア州での作戦に投入した。1861年8月にハッテラス島が北軍によって陥落させられたとき、州内全海岸を守るためにわずか6個連隊しか使えなかった。ハッテラス島の当時でも、海岸防衛は指揮系統のために幾つかの地区軍に分けられていた。ルックアウト岬近くからバージニア州境に掛けての北部はD・H・ヒル准将に任され、ヒルは守備隊の数が行く行くは増やされるものと考えてニューバーン周辺に防衛線を布いたが、その望んでいた増援部隊が到着する前にバージニア州での任務に転属となった。その直後にローレンス・O・ブランチ准将が引き継いだが、その地区軍は再度分割された。ブランチの統率範囲はルックアウト岬からパムリコ・サウンドの北限までとなった。そこからバージニア州境とさらにその北はベンジャミン・フーガー准将に割り当てられ、フーガーは主にバージニア州ノーフォークとその周辺の防衛に関心を向けた。このことは特に、パムリコ・サウンドの直ぐ北にあるクロータン・サウンドとロアノーク・サウンドの間のロアノーク島はブランチの統率範囲に含まれないことを意味した。
1862年2月7日から8日、バーンサイドが指揮する北軍海岸師団と海軍将官ルイス・M・ゴールズボロ指揮する北大西洋封鎖戦隊から編成された砲艦戦隊の協働作戦でロアノーク島が陥落した。この戦闘後直ぐに北軍の砲艦だけで、エリザベスシティの水上戦でアメリカ連合国海軍のモスキート戦隊を消し去った。その後間もなく、ゴールズボロはハンプトン・ローズでの任務に転戦するためにこのサウンドを離れなければならなくなり、艦船の直接指揮は海軍中佐スティーブン・C・ローワンに預けられた。エリザベスシティの戦闘後は北軍がアルベマール・サウンドやパムリコ・サウンドを意のままに動き回れることになった。これらサウンドから接近できる都市や町は全て攻撃を受ける可能性が生じた。最も重要な都市はニューバーンであり、バーンサイドは間もなくそこを獲ることに決めた。

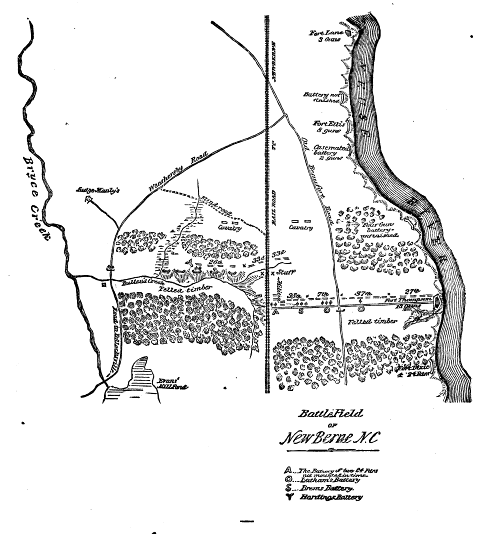
ニューバーンの戦いでの防衛線、1862年3月14日

ニューバーンの重要さはバーンサイドにとって明らかでないのは、リッチモンドのアメリカ連合国政府も同じだったが、南軍はそこを確保するためにほとんど何もしなかった。ロアノーク島が陥落してからバーンサイドがニューバーンに攻撃を掛けられるまでに1ヶ月以上経過していたが、地元の部隊には援軍が届かなかった。ブランチ将軍の副官の1人はその防衛戦を守るために少なくとも6,130名の兵士が必要だと見積もったが、ブランチの自由に使える兵士は約4,000名に過ぎず、それも病気で減らされることが多くあった。さらに、部隊兵の多くは装備の行き届かない民兵だった。必要性と現実の間の落差のために、ブランチはその防衛線を引くことになり、前任者が造った強固な胸壁の幾つかを放棄することになった。主要防御線は13門の大砲がニューズ川を向いた工作物であるトンプソン砦を基本とする線になった。この砦は強固だったが、陸側から接近された場合に13門の大砲のうちわずか3門しか使えなかった。
ヒル将軍が造ったトンプソン砦の胸壁は川から鉄道の方向にのみ伸びていた。それは戦闘の中心となったレンガ工場の右手で止まっていた。そのさらに右手の土地はかなり硬く、側面を襲われる可能性があったので、ブランチはそれを鉄道を越えて沼地まで延長することに決めた。このために防衛戦の長さがほぼ2倍になった。しかし、前線への配置で重大な誤りを犯した。防御線の延長を急ぎ、労働力が足りないためにイライラが募ったブランチは小さなクリークをその前線の一部として使うことにした。このクリークはレンガ工場から150ヤード (135 m)ほどの地点で鉄道と交差していた。それ故に胸壁の線の中央にはくの字に曲がる場所ができた。

## 戦闘

### 前進
北軍海岸師団の兵士達は1862年3月11日にロアノーク島で輸送船によじ登り、翌朝早く14隻の海軍砲艦および1隻の陸軍砲艦に伴われて出発した。海軍艦船のうちの1隻がパムリコ川河口の護衛に派遣されており、そこでは南軍が2隻の艦船を準備して海軍の保護から離れてくるかもしれない輸送船を遮断するというような誤った噂が流れていた。主力はパムリコ・サウンドを横切ってニューズ川に入り、夕暮れ頃にスローカム・クリーク河口近くに停泊した。3月13日の夜明け、軍隊は上陸を始めた。上陸を阻止しようとした南軍の小部隊は砲艦からの砲撃で直ぐに駆逐され、午前中は兵士と装備を降ろすことに費やされた。歩兵隊と共に海軍用榴弾砲6門と陸軍用榴弾砲2門が降ろされた。バーンサイドは天候のために他の大砲を敵の前線近くに降ろすことに決めたが、深い霧が降りてきて他の艦船との通信ができなくなった。結局残っていた大砲は揚陸されなかった。
正午少し過ぎに、北軍は南軍前線に向けて移動し始め、ほとんど同時に雨が降り始めた。道が間もなくぬかるんできて、単なる歩行ですら大きな労力を必要とした。歩兵と共に榴弾砲を伴う砲手達は間もなく大砲を運ぶために疲れ切ってしまい、歩兵連隊の兵士達がそれを助けるために派遣された。歩兵達の多くはこの戦闘の中でもこの時が最も大変なときだっと回想した。陸軍が緩りと進行したので、砲艦はその少し前を進み、南軍が待ち伏せていそうな所を砲撃した。その日遅く、北軍は南軍の胸壁の線に到達した。それは難攻不落に見えたが、近付いてみると放棄されたばかりであることが分かった（ブランチはクロータン・ワークスと呼ばれるこの防御線から兵士の撤退を命じた。これは北軍海軍の優越性のためにバーンサイドは防御線の背後に兵士を上陸させて後から防御線を襲わせることも可能と考えたからだった。ブランチは動員可能な戦力でこの防御線とニューバーンの間の川岸全6マイル (10 km) を守ることはできなかった）。
海岸師団は間もなくその行軍を再開した。クロータン・ワークスを出たあとはジョン・G・フォスター准将の第1旅団が右手の郡道を辿り、ジェシー・リー・リノ准将の第2旅団は左手の鉄道線に沿って進んだ。ジョン・G・パーク准将の第3旅団は第1旅団の後を追った。北軍は南軍が守るトンプソン砦の防御線から約1.5マイル (2 km) 手前の前哨線に接触するまで前進した。日照が衰えてきていたので、バーンサイドは停止を命じ行軍隊列のまま露営に入らせた。第1旅団は右手の道路近く、第2旅団は左手の鉄道線近く、第3旅団は第1旅団の後方にあった。榴弾砲は翌朝3時まで到着しなかった。

### 戦い
3月14日の朝、戦場は深い霧に覆われた。バーンサイドは部隊に隊列を組ませ南軍の防御線に向けて前進を命じた。このとき、北軍は敵の配置について完全な情報を得ておらず、その知る限りでは前線が川からレンガ工場までしかないということだった。この知識のままでバーンサイドは第1旅団に敵の左手と交戦させ、第2旅団はレンガ工場で敵の右手に回り込むことにした。8門の榴弾砲は郡道を越えて配置された。第3旅団は予備隊とされた。陸軍はコーワン中佐指揮する砲艦からも覚束ない支援を受けた。コーワンは南軍の陣地を砲撃したが、間の森に視界を遮られていた。その砲撃は大いにノースカロライナ人を悩ませたが、不正確なものだったので、バーンサイドはコーワンに方向を変えてくれるよう求めた。
一方南軍側では、ブランチがその連隊を配置に就かせた。そのトンプソン砦にある左翼から右手のレンガ工場まで、第27、第37、第7および第35ノースカロライナ連隊が並んだ。予備隊は第33連隊だった。第35連隊の右側面はレンガ工場の窯で止まっており、大砲のための隙間になっていた。鉄道を越えた防御線は第26ノースカロライナ連隊と騎兵数個中隊が占めた。鉄道の所に出来たくの字形の場所の隙間はブランチの部隊の中でも最も弱い、2週間訓練されただけで散弾銃や狩猟用ライフル銃で武装した民兵が就いた。
南軍の右手に向かったリノ将軍は、この時も敵の防御線が鉄道を越えて延ばされたことに気付いておらず、第21マサチューセッツ連隊の一部にレンガ工場の窯に攻撃させ、他の部隊はその支援を行うよう命令した。その攻撃は最初成功したが、敵の全線から銃火を浴びていることが分かり、撤退を余儀なくされた。
バーンサイドがこの時、予備隊としていた第3旅団に、リノの第2旅団を支援するために戦線に入るよう命令した。第4ロードアイランド連隊が弾薬を使い果たしていた第21マサチューセッツ連隊と入れ替わった。その配置を入れ替わる間に、第4ロードアイランド連隊のアイザック・P・ロードマン大佐は第21マサチューセッツ連隊のウィリアム・S・クラーク中佐から、もう一度レンガ工場の窯に攻撃すれば成功すると思うと告げられた。ロードマンは伝令をパーク将軍のところに走らせて自分が責任を取ることを伝え、その連隊に隊列を組ませて突撃を命令した。この突撃は敵に関する情報でしっかりと武装していたので成功した。第4ロードアイランド連隊は9門の黄銅製野砲を捕獲し、しかも南軍塹壕線の背後に回っていることが分かった。
この時点で南軍の前線が破れた。その崩壊は経験の無い民兵達が逃げ出し、その両横の部隊側面が敵軍に曝された時に始まった。ブランチはその予備隊に隙間を埋めるよう命令したが、その部隊は間に合わなかった。前線が両翼で巻き上げられ、各連隊長は虐殺を免れるために次々と部隊を退かせた。ブランチ将軍が撤退を命令し、それは間もなく潰走に変わった。逃げるノースカロライナ兵はトレント川に架かる橋を駆け抜けてニューバーンに入り、大あわてで橋を焼いたので、対岸に残された僚友もおり、捕虜になった。しかし、北軍の艦船がまだ前方にいたので、ニューバーン市内に入っても安全ではなく、キンストンに達するまでその隊形を整えることが出来なかった。
ブランチの部隊は戦死68名、負傷116名、捕虜または不明が400名となった。バーンサイド軍は戦死90名、負傷385名であり、唯1人が捕虜になった。

## 戦闘の後
ニューバーンは陥落し占領された。そこは南北戦争が終わるまで北軍に支配された。戦闘後直ぐにバーンサイドは次の重要な目標であるボーフォートの港を支配することに注意を向けた。そこはメイコン砦で守られていた。南軍はモアヘッド・シティを守らなかったので直ぐに北軍に占領された。ボーフォートは3月25日に占領され、メイコン砦の包囲戦が始まった。